# Jászkisér
Jászkisér è un comune dell'Ungheria di 5.546 abitanti (dati 2013). È situato nella contea di Jász-Nagykun-Szolnok.